# Promon Engenharia
Promon Engenharia é uma empresa de engenharia brasileira fundada em 1960 que faz parte do Grupo Promon.
Atua no setores de energia elétrica, indústrias de processo e manufatura, infraestrutura e edificações especiais, meio ambiente, mineração e metalurgia, petróleo e gás, química e petroquímica.
A empresa tem mais de 56 anos de atuação com grandes construções industriais em empresas como Petrobras, Vale, CESP, General Motors, Ford do Brasil, Light, Renault do Brasil, Suzano Papel e Celulose, Volkswagen, entre outras.
Em 2010, o crescimento  da Promon Engenharia foi de 36%, e a receita bruta foi de 536 milhões de dólares.

## História
A Promon Engenharia teve seu primeiro contrato em 1961 com a ampliação da Refinaria Presidente Bernardes em Cubatão, São Paulo. Em 1962 fez a fábrica de fertilizantes em Cubatão para a Petrobras. Em 1963, teve um novo contrato com a Petrobras, em Betim, Minas Gerais. No ano seguinte, em 1964, fez a construção do Terminal para Óleo Aromático, em Duque de Caxias, para a Copebrás. Em 1965 fez outra obra para a Petrobras, a Reduc, em Duque de Caxias.
Na década de 70 fez obras para o General Motors em São José dos Campos, uma Fábrica de Motores e Montagem de Automóveis e para a Petrobras em Mataripe, Bahia. Fez ainda a obra da Usina Hidrelétrica de Água Vermelha, da CESP. Em 1972 fez a obra de Furnas e em 1973 a Ford Brasil. Em 1975 fez a obra de Itaipu, e Linha 1 e Linha 3 do Metrô de São Paulo.
Na década de 80 fez obras para VALE, CESP, Petrobras, e obras no exterior, pros governos da Nigéria, da Argélia e do Iraque.
Na década de 90 fez obras para Brahma, Copesul, Light, Walmart Brasil, Peugeot, Petrobras, Volkswagen.
Nos anos 2000 fez a primeira expansão Alunorte, da Fábrica de Alumina em Barcarena, Pará.
Em 2008 fez um consórcio (consórcio CCPR) com a construtora Camargo Corrêa para executar obras da Refinaria Presidente Getúlio Vargas (REPAR), tendo finalizado o projeto em 2012.

## Premiações
- As Melhores Empresas para Começar a Carreira - 2016[6]
- As Melhores Empresas para Você Trabalhar - 2015[6]
- Guia Exame de Sustentabilidade - 2014[6]
- Empresa do Ano - Melhores e Maiores de Exame - 2012[3]
- PMO do Ano - 2012 [6]
- Guia Exame de Sustentabilidade - 2012 [6]
- As Melhores Empresas para Você trabalhar - 2012 [6]
- As Melhores Empresas para Começar a Carreira - 2012 [6]
- 500 Grandes da Construção - 2012 [6]
- Guia Exame de Sustentabilidade - 2011 [6]
- Top of Mind do PMI - 2011 [6]
- As Melhores Empresas para Você Trabalhar - 2011 [6]
- As 100 Melhores Empresas para Trabalhar - 2011 [6]
- Empresa do Ano - 2011 [6]
- Melhor do Setor Indústria da Construção, 2011 [6]
- As Melhores Empresas para Começar a Carreira – 2011 [6]
- Prêmio Expressão Ecologia, 2011 [6]
- Prêmio Projeto do Ano, 2010 [6]
- Prêmio Nacional Gestão Banas, 2010 [6]
- Top of Mind do PMI, 2010 [6]
- 50 Melhores Empresas para Executivos Trabalhar, 2010 [6]
- As 150 Melhores Empresas para Você Trabalhar, 2010 [6]
- As 100 Melhores Empresas para Trabalhar, 2010 [6]
- Top Social, 2010 [6]
- 500 Grandes da Construção, 2010 [6]
- Prêmio Proteção Brasil, 2010 [6]
- Engineering & Schematics Excellence Award , 2010 [6]
- Most Admired Knowledge Enterprise - MAKE, 2009 [6]
- Prêmio Petrobras - Engenharia QSMS, 2009 [6]
- Prêmio Nacional da Qualidade - PNQ, 2007 [6]

## Compromissos
- Pacto Global da Organização das Nações Unidas (UN Global Compact)[7]
- Pacto Nacional pela Erradicação do Trabalho Escravo[7]
- Pacto Empresarial pela Integridade e contra a Corrupção[7]
- Carta de Compromissos “Empresas pela Gestão Sustentável de Resíduos Sólidos[7]
- Associada, ainda, ao Instituto Ethos - Empresas e Responsabilidade Social[7]
- Movimento Todos pela Educação[7]
- Membro mantenedor da Fundação Nacional da Qualidade[7]

## Certificações
- ISO 9001 – Sistema de Gestão da Qualidade[8]
- ISO 14001 – Sistema de Gestão Ambiental[8]
- ISO/IEC 27001 – Segurança da Informação[8]
- OHSAS 18001 – Segurança e Saúde Ocupacional[8]

## Operação Lava Jato
Em 2014 passou a ser investigada na Operação Lava Jato, e no mesmo mês foi impedida de fazer novos contratos com a Petrobras, pela própria estatal.

#### Inquérito policial
Em janeiro de 2015 foi alvo de inquérito da Polícia Federal, para apurar a participação da Promon Engenharia no esquema delatado por Alberto Youssef, investigado pela força-tarefa da Lava Jato.

#### Cartel e processo administrativo
Em março de 2015, o Conselho Administrativo de Defesa Econômica (CADE), afirmou que o cartel das empreiteiras na Petrobras, investigado pela Lava Jato, durou pelo menos 9 anos.
No mesmo mês foi alvo de processo administrativo da Controladoria-Geral da União (CGU), em razão do envolvimento no esquema de corrupção da Petrobras.

#### Improbidade administrativa
Em 2016, a Advocacia-Geral da União (AGU) entrou com uma ação de improbidade administrativa contra diversas empreiteiras envolvidas no esquema da Petrobras, entre elas, a Promon Engenharia.

## Galeria de fotos – exemplos de projetos já realizados[2]
|                                  | Sistema de Transmissão de Itaipu (HVDC)        | Passarela do Samba - Rio de Janeiro                            | Memorial da América Latina             |
| -------------------------------- | ---------------------------------------------- | -------------------------------------------------------------- | -------------------------------------- |
| Metrô de São Paulo               | Metrô do Rio de Janeiro                        | Linha Vermelha - Rio de Janeiro                                |                                        |
| Usina Hidrelétrica de Marimbondo | Centros Integrados de Educação Pública (CIEPS) | Centros de Atenção Integral à Criança e ao Adolescente (CAICs) | Usinas Nucleares Angra I e II          |
| Metrô de Lisboa                  | Complexo Viário Ayrton Senna - São Paulo       | Metrô de Salvador                                              | Usina de Etanol de 2ª Geração - Raízen |